# دالان‌کن نوک‌کلفت
دالان‌کن نوک‌کلفت (نام علمی: Geositta crassirostris) نام یک گونه از سرده دالان‌کن‌ها است.